# Pro Savone Calcio
Maillots
L'Associazione Sportiva Dilettantistica Pro Savone Calcio, abrégé en Pro Savona Calcio, est un club de football de Savone, chef-lieu de la province du même nom en Ligurie. Le club est liquidé et exclu du football italien en 2020. Il évolue en Prima Categoria Ligurie (D7 italienne) lors de la saison 2021-2022

## Historique

Ancien logo (2012-2016)

Au cours de son histoire, le club connaît un total de cinq participations en deuxième division (1940-1941, 1941-1942, 1942-1943, 1946-1947 et 1966-1967).
La liquidation judiciaire est prononcée par le Calcio en juillet 2020. Le club cesse toute activité pour cause de faillite[réf. nécessaire].

## Changements de nom
- 1907-1914 : Fratellanza Ginnastica Savonese
- 1914-1927 : Savona Foot-Ball Club
- 1927-1945 : Associazione Calcio Savona
- 1945-1987 : Savona Foot-Ball Club
- 1987-2012 : Savona 1907 Foot-Ball Club
- 2012-2016 : Savona Foot Ball Club
- 2016-2020 : Società Sportiva Dilettantistica Savona Foot Ball Club
- 2020- : Associazione Sportiva Dilettantistica Pro Savone Calcio

## Personnalités du club

### Anciens joueurs
- Yayah Kallon